# Dogliola
Dogliola község (comune) Olaszország Abruzzo régiójában, Chieti megyében.

## Fekvése
A megye keleti részén fekszik. Határai: Fresagrandinaria, Mafalda, Palmoli és Tufillo.

## Története
Első írásos említése a 12. századból származik. A következő századokban nemesi birtok volt. Önállóságát a 19. század elején nyerte el, amikor a Nápolyi Királyságban felszámolták a feudalizmust.

## Népessége
A népesség számának alakulása:

## Főbb látnivalói
- Palazzo della Fazia
- Santa Maria delle Grazie-templom